# Alex Schwazer
Alex Schwazer (n. 26 decembrie 1984, Vipiteno, Trentino-Tirolul de Sud, Italia) este un mărșăluitor italian, campion olimpic la Beijing 2008 la proba de 50 km marș și campion european la 20 km marș.
Câteva zile înainte de proba de 50 km marș din cadrul Jocurilor Olimpice din 2012 de la Londra a fost exclus pentru dopaj, fiind controlat pozitiv la eritropoietină (EPO). S-a întors în competiție în luna mai 2015 după aproape patru ani de suspendare și s-a calificat la Jocurile Olimpice din 2016 de la Rio de Janeiro. Totuși, în luna iunie 2016 a fost controlat pozitiv din nou la o substanță interzisă, de dată asta la steroizi anabolizanți.

## Palmares
| An   | Competiție                      | Locație              | Loc | Eveniment  | Note    |
| ---- | ------------------------------- | -------------------- | --- | ---------- | ------- |
| 2004 | Cupa Mondială de Marș           | Naumburg, Germania   | –   | 50 km marș | NT      |
| 2005 | Campionatul European de Tineret | Erfurt, Germania     | –   | 20 km marș | NT      |
| 2005 | Campionatul Mondial             | Helsinki, Finlanda   | 3   | 50 km marș | 3:41:54 |
| 2006 | Campionatul European            | Göteborg, Suedia     | –   | 50 km marș | NT      |
| 2007 | Campionatul Mondial             | Osaka, Japonia       | 10  | 20 km marș | 1:24:39 |
| 2007 | Campionatul Mondial             | Osaka, Japonia       | 3   | 50 km marș | 3:44:38 |
| 2008 | Cupa Mondială de Marș           | Ceboksarî, Rusia     | 2   | 50 km marș | 3:37:04 |
| 2008 | Jocurile Olimpice               | Beijing, China       | 1   | 50 km marș | 3:37:09 |
| 2009 | Campionatul Mondial             | Berlin, Germania     | –   | 50 km marș | NT      |
| 2010 | Campionatul European            | Barcelona, Spania    | 1   | 20 km marș | 1:20:38 |
| 2010 | Campionatul European            | Barcelona, Spania    | –   | 50 km marș | NT      |
| 2011 | Campionatul Mondial             | Daegu, Coreea de Sud | 5   | 20 km marș | 1:21:50 |

## Legături externe
- Materiale media legate de Alex Schwazer la Wikimedia Commons
- en Alex Schwazer la World Athletics
- en Alex Schwazer la Olympedia.org